# Havana (Alabama)
Havana es un área no incorporada ubicada en el condado de Hale en el estado estadounidense de Alabama.

## Geografía
Havana se encuentra ubicada en las coordenadas 32°53′43″N 87°37′13″O / 32.89528, -87.62028.